# Ostatni skok
Ostatni skok (fr. Nid de guêpes) – francuski film akcji z 2002 roku w reżyserii Florenta Emilia Siriego. Zdjęcia kręcono w Paryżu i Strasburgu.

## Fabuła
W dniu francuskiego święta narodowego grupa agentów, kierowana przez Francuzkę Laborie eskortuje szefa mafii albańskiej, Abedina Nexhepiego, który ma stanąć przed sądem w Strasburgu za udział w handlu ludźmi. W tym samym czasie grupa rabusiów dokonuje napadu na magazyn sprzętu komputerowego.
Ludzie Nexhepiego podejmują nieudaną próbę jego odbicia. Samochód opancerzony, wraz z agentami i więźniem ucieka z miejsca zamachu i dociera do magazynu sprzętu komputerowego. Albańczycy odnajdują budynek, w którym schronili się agenci z więźniem. Zaczyna się całonocna walka, w której agenci, rabusie i strażnicy magazynu walczą po jednej stronie.

## Obsada
- Samy Naceri jako Nasser
- Benoît Magimel jako Santino
- Nadia Farès jako Helene Laborie
- Angelo Infanti jako Abedin Nexhep
- Pascal Greggory jako Louis
- Sami Bouajila jako Selim
- Anisia Uzeyman jako Nadia
- Richard Sammel jako Winfried
- Valerio Mastandrea jako Giovanni
- Martial Odone jako Martial
- Martin Amic jako Spitz
- Alexandre Hamidi jako Tony
- Larbi Naceri jako albański mafioso